# 米西奧內斯省 (阿根廷)
米西奥内斯省為南美國家阿根廷二十三省之一，位於阿根廷東北部美索不達米亞地區。西北與巴拉圭接壤，北部和東部與巴西接壤，省会波萨达斯。

## 地理
米西奧內斯是阿根廷第二小的省，僅次於圖庫曼省。
該州擁有三大河流：巴拉那河、烏拉圭河和伊瓜蘇河。伊瓜蘇國家公園位於該省西北部。

## 氣候
屬於亞熱帶氣候，沒有旱季，這使得米西奧內斯成為阿根廷最熱的省份之一。

## 經濟
該省經濟的主要來自豐富的森林資源，尤其是旅遊業和伐木業。其他經濟來源是馬黛茶、茶葉和少量煙草、甘蔗、大米和咖啡的種植。